# Lebus
Lebus è una città di 3 142 abitanti del Brandeburgo, in Germania.

Appartiene al circondario del Märkisch-Oderland ed è capoluogo dell'omonima comunità amministrativa.

## Storia
Fu sede della diocesi di Lebus dal 1125 fino al 1276, quando la sede vescovile fu traslata a Göritz.